# Лінійний масив

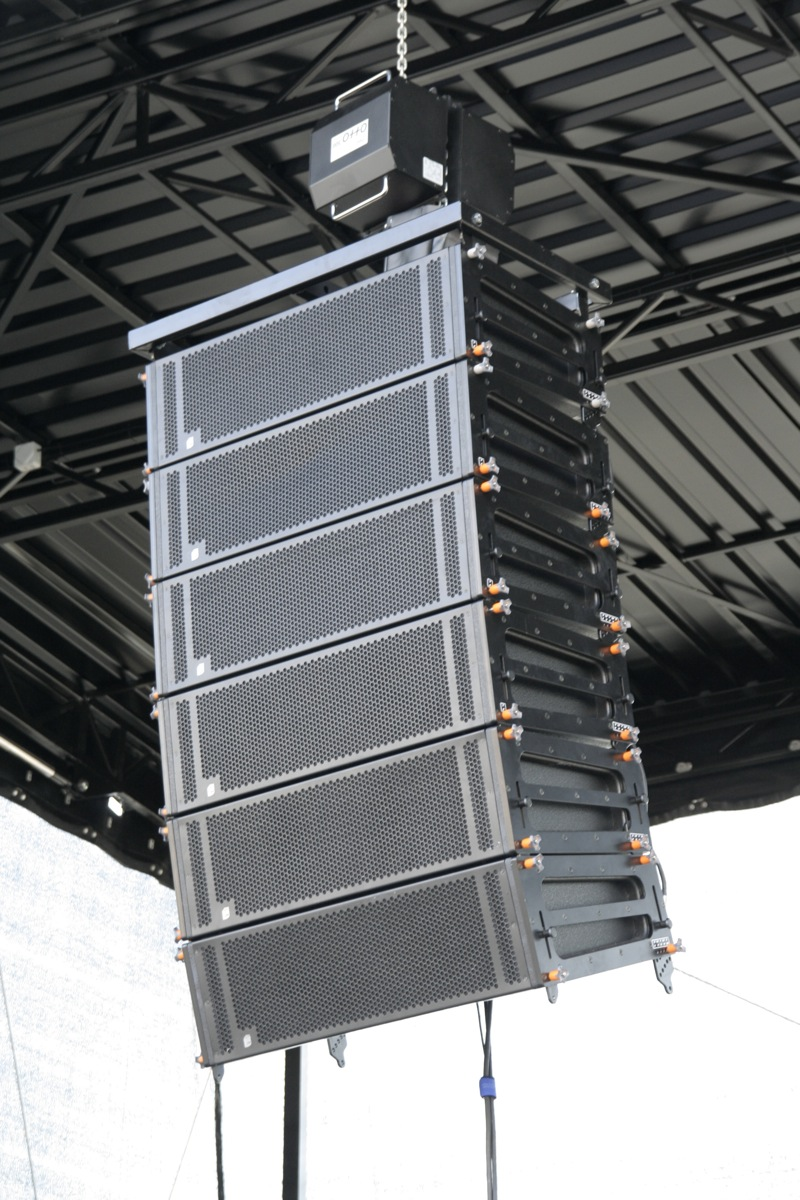
Активний вертикальний лінійний масив малого формату з цифровим інклінометром.

Лінійний масив — акустична система, що складається з ряду зазвичай ідентичних гучномовних елементів, встановлених в лінії і підключених в фазі. Відстань між сусідніми динаміками досить мала, завдяки чому вони конструктивно взаємодіють один з одним, посилаючи звукові хвилі далі, ніж традиційні акустичні системи, і з більш рівномірно розподіленою структурою виведення звуку. Масиви дозволяють досягти досить вузької діаграми направленості, що необхідно для озвучування відкритих майданчиків, а іноді і закритих приміщень. Вперше це поняття ввів Гаррі Олсон в 1957 році у книзі «Acoustical engineering».
Лінійні масиви можуть бути орієнтовані в будь-якому напрямку, але для використання в публічній адресації використовують вертикальні масиви, які забезпечують дуже вузький вертикальний вихідний паттерн, що дозволяє зфокусувати звук на аудиторію, не витрачаючи вихідну енергію на стелю або порожнє повітря над аудиторією.

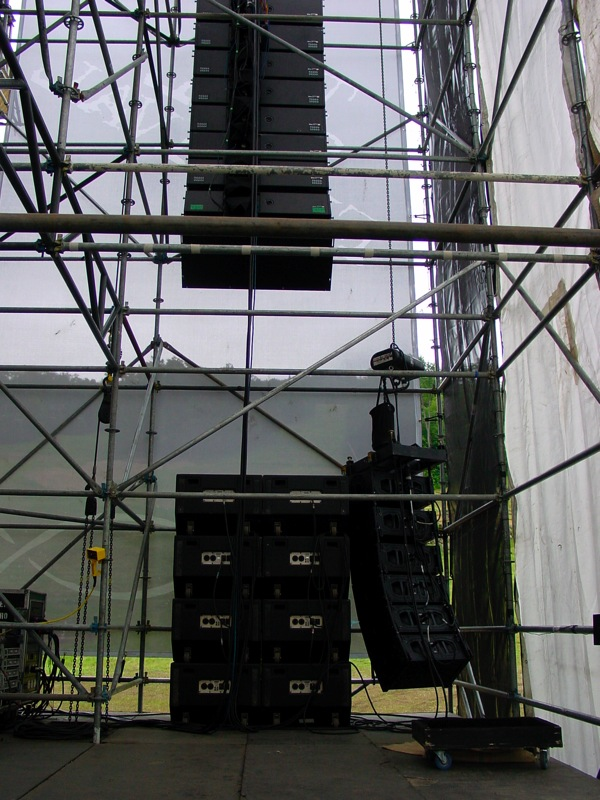
Дві різні лінійні масиви встановлені біля кластера сабвуферів.